# Ley Monse
La Ley Monse, crucial en la lucha contra la impunidad en casos de feminicidio, surge como respuesta a la indignación y la necesidad de justicia tras el brutal asesinato de Montserrat Bendimes Roldán el 17 de abril de 2021. 
La colectiva feminista, Brujas Del Mar, fue fundamental en el impulso inicial de la Ley Monse. Sin embargo, su desarrollo y perfeccionamiento involucraron la participación de diversas instituciones, como la Fiscalía General del Estado y la Comisión Estatal de Derechos Humanos, así como expertos en la materia. Esta colaboración multidisciplinaria permitió crear una legislación que apunta a fincar responsabilidad no solo en los autores directos de feminicidios, sino también en quienes les brindan protección o encubrimiento. 

## Características
- Imponer sanciones por encubrimiento a los perpetradores, independientemente de si son familiares o amigos del imputado.
- Eliminar la “excusa absolutoria” con el fin de prevenir la obstaculización de la justicia para las víctimas.
- Reducir las probabilidades de fuga o escape de los agresores o feminicidas con la colaboración de sus amistades y familiares. [2]

Esta ley representa un paso en la lucha feminista, pero también señala la necesidad de un cambio profundo en la sociedad y en el sistema legal para erradicar la impunidad y garantizar la seguridad de todas las mujeres en México.

## Antecedentes
Montserrat fue víctima de feminicidio mientras se encontraba en casa de su novio, Marlon Botas, quien la golpeó brutalmente, dejándola con graves lesiones que resultaron fatales. A pesar de los esfuerzos médicos, falleció seis días después en el hospital. La tragedia se vio agravada por el hecho de que Marlon, presuntamente con la ayuda de sus padres, logró escapar de la justicia y permaneció prófugo durante más de un año. 
En noviembre de 2021, los padres fueron detenidos en la Ciudad de México, sin embargo, no se pudo presentar cargos de encubrimiento contra ellos debido a las disposiciones del Código Penal de Veracruz, que permitían ciertas formas de encubrimiento por parte de familiares cercanos. 
En junio del 2022 elementos de la Policía Ministerial de Veracruz lograron capturar a Marlon N, luego de encontrar pistas de su paradero en un cateo efectuado en esa misma ciudad del sureste en la casa de la abuela del presunto feminicida. El acusado retó a las autoridades al enviar un video ofreciendo su entrega a cambio de la liberación de sus padres detenidos por ayudarlo a escapar. 
En julio de 2023 los padres de Marlon ‘N’ fueron puestos en libertad y seguirán su proceso por omisión de auxilio en el caso del feminicidio de Montserrat Bendimes Roldán. El juez concedió una suspensión condicional del proceso, imponiendo condiciones como residir en un lugar determinado, abstenerse de consumir drogas, someterse a tratamiento psicológico y firmar cada 15 días. No se aplica la Ley Monse en este caso, ya que uno de los padres fue acusado de participación directa en el feminicidio y el otro de no buscar ayuda rápidamente.

## Estados que han tipificado la conducta
En octubre del 2023 Puebla se sumó a la lista de estados que han adoptado esta importante legislación. Morelos fue el pionero en aprobar la Ley Monse el 5 de diciembre de 2022. Posteriormente, esta ley fue adoptada en el Estado de México, Ciudad de México, Veracruz y Jalisco. 
- En Veracruz, se propone una iniciativa para reformar el Código Penal, específicamente los artículos 26 y 345. Estos cambios incluyen la eliminación de disposiciones que permiten la inculpabilidad en casos de delitos, así como la supresión de la inmunidad para aquellos relacionados con el delincuente por amor, respeto, gratitud o amistad. Además, se establece que la familia no podrá encubrir en casos de feminicidio. La iniciativa fue presentada el 2 de junio de 2022 y aún está pendiente de aprobación y discusión por parte del Pleno del Congreso de Veracruz. [2]

- En la Ciudad de México, la diputada Laura Gutiérrez presentó una iniciativa de ley el 8 de febrero de 2023. Esta busca reformar el artículo 320 y derogar el 321 del Código Penal para el Distrito Federal. El artículo 320, que trata sobre el delito de encubrimiento, se modificará para incluir una fracción que penalice el financiamiento del ocultamiento del responsable de un delito. Esto amplía la responsabilidad penal no solo a los que encubren, sino también a quienes financian la evasión de los culpables. Por otro lado, el artículo 321, que contiene las excusas absolutorias, será eliminado. Con esta derogación, ya no importará la relación con el imputado; si se obstruyen investigaciones o procedimientos legales al ayudar al presunto culpable, se considerará un delito.[2]

- En Morelos, dentro de las propuestas de la Ley Monse, se adiciona un segundo párrafo al artículo 312 de su Código Penal, con el propósito de incrementar la penalidad del delito de encubrimiento. El párrafo establece:el encubrimiento sea para favorecer conductas o hechos calificados por la ley como delito de feminicidio conforme a la penalidad que señala el 213 Quintus de este Código, se impondrán de veintiséis años ocho meses, a cuarenta años de prisión. [2]

- A nivel federal, la Diputada Laura Imelda Pérez Segura, presentó la iniciativa el 27 de abril de 2023. Esta iniciativa se encuentra aprobada y consiste en reformar el Código Penal Federal para que las excusas absolutorias antes mencionadas no sean aplicables en el caso de encubrimiento de feminicidio. [2]